# Szyce (województwo śląskie)
Szyce – wieś w Polsce położona w województwie śląskim, w powiecie zawierciańskim, w gminie Pilica.
| SIMC    | Nazwa        | Rodzaj     |
| ------- | ------------ | ---------- |
| 0219891 | Chałupki     | przysiółek |
| 0219862 | Duża Kolonia | część wsi  |
| 0219900 | Jabłonowiec  | przysiółek |
| 0219879 | Mała Kolonia | część wsi  |
| 0219885 | Stara Wieś   | część wsi  |

W latach 1975–1998 miejscowość położona była w województwie katowickim.